# Durspel

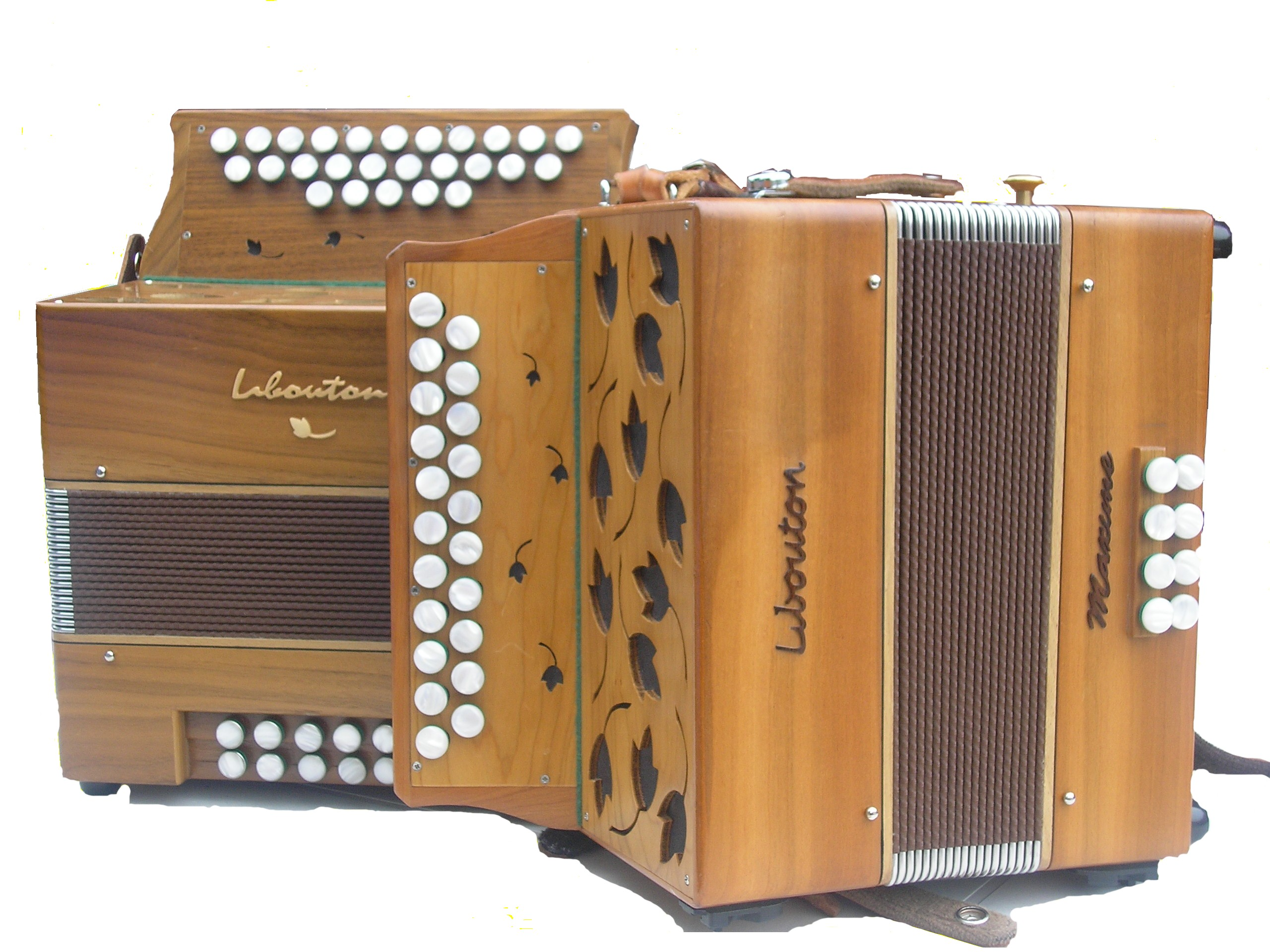
Durspel

Durspel är ett till formatet litet dragspel. Vanligast i Sverige är tvåradigt durspel men även en-, tre- och fyrradiga förekommer.
Durspelet skiljer sig speltekniskt avsevärt mot det "vanliga", kromatiska, dragspelet, och är egentligen mer likt ett munspel, fast med bälg och basmöjligheter. Durspelet har (precis som munspelet) två toner på samma knapp (hål på munspel), beroende på om bälgen pressas samman eller dras ut. Durspelen är i grunden diatoniska, det vill säga köper man ett enradigt durspel i tonarten G-dur får man hålla sig till denna tonart.
Varje knapprad utgör vanligen en egen durtonart. De tvåradiga durspelen är oftast kompletterade med fyra halvtoner, vanligen placerade på de två översta knapparna. På detta sätt utökas tonomfånget till en kromatisk skala, inom en oktav.
De tvåradiga durspel som är vanligast i Norden är uppbyggda med sin huvudtonart på innerraden. Ytterraden är en komplementtonart, vanligen på huvudtonartens 5:e ton.
Basklaviaturens knappar sitter vanligen parvis ovanför varandra. Den undre knappen i paret erbjuder en baston och den övre ett ackord. Många varianter förekommer men vanligast är 4 par knappar där 6 inledande tonerna i spelets huvudtonart finns representerade. Den 6:e ackordet är då vanligen ett mollackord och resten är durackord.
De kromatiska "stora" dragspelen är en vidareutveckling av durspelet. Durspelet har allt sedan de började massproduceras och därmed blev billiga, varit ett vanligt instrument i svensk folklig musik. Ofta kallas durspel för "magdeburgare". Detta beror på att runt förra sekelskiftet var staden Magdeburg en betydande producent av durspel. Som mest fanns det 19 dragspelsfabriker i staden. Om man skall vara korrekt är det alltså egentligen bara (gamla) dragspel från staden Magdeburg som skall kallas "magdeburgare". 